# Maruan Paschen

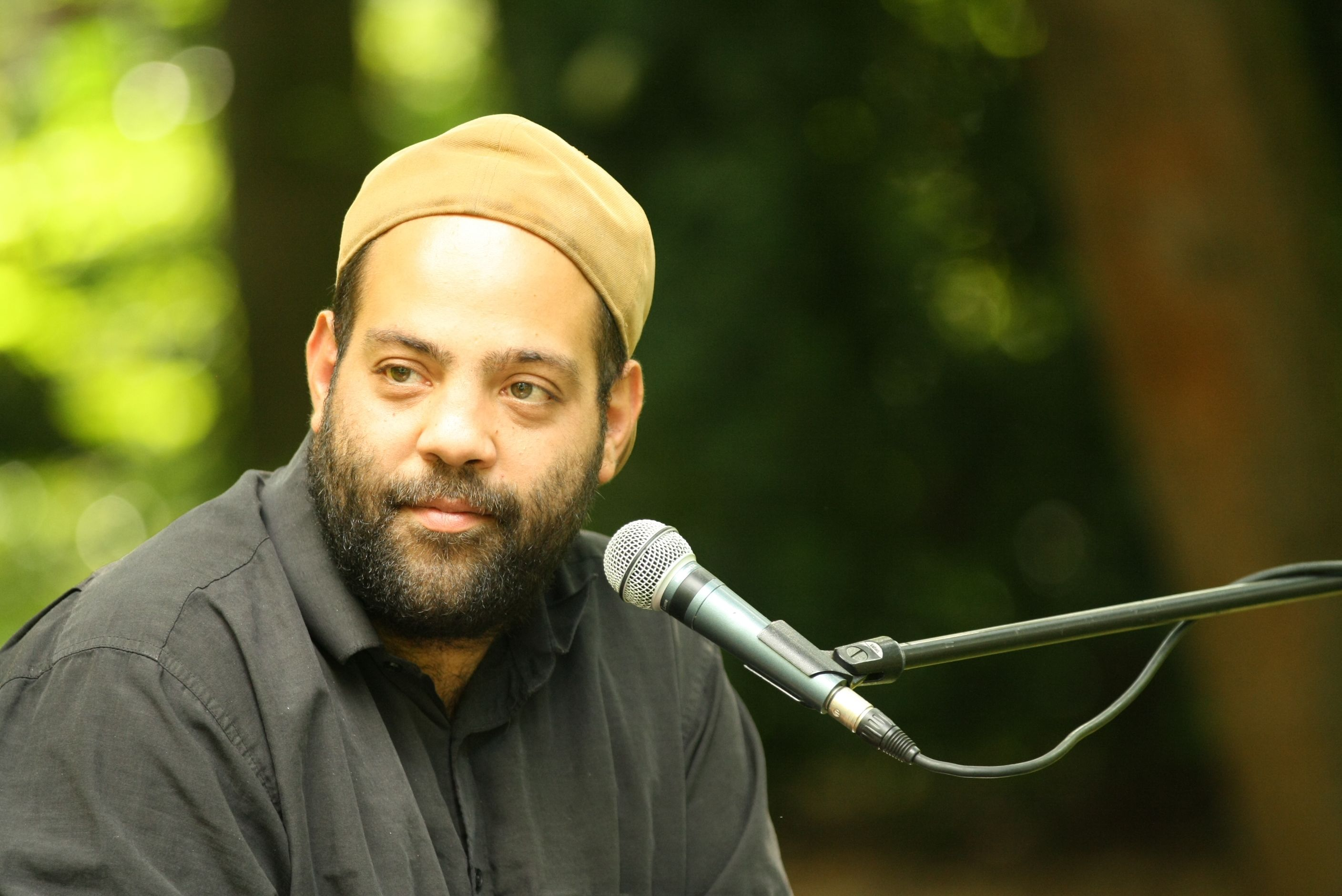
Maruan Paschen während des Erlanger Poetenfestes 2014

Maruan Paschen (* 2. April 1984 in Hamburg) ist ein deutscher Schriftsteller.

## Leben
Paschen kam als Sohn einer deutschen Mutter und eines palästinensischen Vaters zur Welt und wuchs in seiner Geburtsstadt Hamburg auf. Nach einer Ausbildung zum Koch absolvierte er ein Studium am Schweizerischen Literaturinstitut in Biel, am Institut für Sprachkunst der Universität für angewandte Kunst in Wien und am Deutschen Literaturinstitut in Leipzig. Anschließend arbeitete er unter anderem als Deutschlehrer in Tripolis und als Werbetexter in Berlin, wo er gegenwärtig auch lebt. 2018 war er für drei Folgen Gastgeber der literarischen Webserie Warten auf..., in der er Gespräche mit Heinz Helle, Heike Geißler und Juan S. Guse führt.

## Werke
- Kai – Eine Internatsgeschichte. Matthes & Seitz, Berlin 2014, ISBN 978-3-95757-111-3.
- Weihnachten. Matthes & Seitz,  Berlin 2018, ISBN 978-3-95757-629-3.
- Muammers letzter Tag. Matthes & Seitz, Berlin 2015, ISBN 978-3-95757-188-5.

## Auszeichnungen
- Teilnahme am Klagenfurter Literaturkurs
- Aufenthaltsstipendium am Literarischen Colloquium Berlin (LCB)
- Aufenthaltsstipendium Schloss Solitude